# Scituloglaucytes notabilis
Scituloglaucytes notabilis là một loài bọ cánh cứng trong họ Cerambycidae.